# GRINL1B
GRINL1B که با نام گیرنده گلوتامات، یونتروپیک، ان-متیل-دی-آسپارتات بی۱ نیز شناخته می‌شود، یک ژن انسانی است. پروتئین کدگذاری‌شده توسط این ژن، یک زیرواحد از گیرنده NMDA است.